# Acantholeucania thoracica
Acantholeucania thoracica är en fjärilsart som beskrevs av Walker 1856. Acantholeucania thoracica ingår i släktet Acantholeucania och familjen nattflyn. Inga underarter finns listade i Catalogue of Life.